# Punakoet
De punakoet (Fulica ardesiaca) behoort tot de familie van de rallen.

## Verspreiding en leefgebied
Deze soort komt voor van Colombia tot Noordwest-Argentinië en telt twee ondersoorten:
- F. a. atrura: van zuidelijk Colombia tot noordwestelijk Peru.
- F. a. ardesiaca: van centraal Peru tot noordelijk Chili en noordwestelijk Argentinië.